# 中村新右衛門
中村 新右衛門（なかむら しんえもん）は、江戸時代中期の出羽上山藩士。諱は直雄（なおかつ）。
父は中村喜左衛門直興。明和4年（1767年）7月に家督を相続し、藩主の松平信亨に仕えた。安永2年（1773年）11月に馬廻・普請方に任命され、翌年には徒頭・御側目付・納戸役に任命された。安永9年（1780年）9月に郡奉行に任命され、藩政に参与する。当時の上山藩では藩主の信亨が藩政に無関心で奢侈な生活を送って財政難の状況で、藩内では主導権をめぐって保守派と改革派で争っていた。中村は改革派に属していたが、保守派によって讒訴され、それを信じた信亨によって天明3年（1783年）1月に全ての職を解かれて永蟄居とされた。
その後は生活に貧窮し、失意の内に翌年7月に死亡した。享年38。